# Błękitek południowy
Błękitek południowy, błękitek falklandzki (Micromesistius australis) – gatunek ryby z rodziny dorszowatych (Gadidae).

## Występowanie
Wyróżniane są dwa podgatunki, których zasięgi nie stykają się:
- Micromesistius australis australis – południowo-zachodni Atlantyk (wybrzeża Patagonii, Falklandy, Georgia Południowa, Orkady Południowe, Szetlandy Południowe) oraz południowo-wschodni Pacyfik (południowe Chile).
- Micromesistius australis pallidus – okolice Wyspy Południowej Nowej Zelandii.

Żyje na głębokości 50–900 m (zazwyczaj 200–400 m). Latem trzyma się szelfu, zimą schodzi głębiej, na stok kontynentalny.

## Cechy morfologiczne
Zwykle osiąga 60 cm długości (max. 90 cm długości i 850 g masy ciała). 54–57 kręgów. Na pierwszym łuku skrzelowym 38–48 wyrostków filtracyjnych. W płetwach grzbietowych 43–55 promieni; w płetwach odbytowych 56–71 promieni. W płetwach piersiowych 20–23 promienie; w płetwach brzusznych 6 promieni.

## Odżywianie
Młode osobniki żywią się krylem i obunogami oraz okazjonalnie widłonogami, głowonogami i małymi rybami.

## Rozród
Dojrzewa płciowo w wieku 2–5 lat przy długości 33–40 cm. Na Falklandach trze się od września do stycznia; na Nowej Zelandii w czerwcu i lipcu.

## Znaczenie
Ma duże znaczenie w rybołówstwie. Sprzedawany mrożony, oraz wykorzystywany do produkcji mączki rybnej. W Japonii używany jako sueri (mięso mielone), do przyrządzania kotlecików rybnych.